# Подаци (психологија)
Податак је вредност коју варијабла "узима" за одређени објект. Варијабла је нека особина објеката истраживања, док је податак мера те особине. Изражава се у степену (за нумеричке варијабле) и на који начин (за категоричке варијабле) је особина реализована. Варијабла је скуп података исте врсте који се односе на одређену групу објеката истраживања. У статистици се такав скуп назива и вектор.

## Категорички подаци
Категорички подаци су вредности категоричких варијабли за различите објекте. Објекти се деле у две категорије (дихотомија), три     (трихотомија) или више група (политомија). Постоје два проблема при коришћењу категоричких варијабли (проблеми код категоричких података):
1. Проблем разврставања популације на категорије (како поделити популације у категорије - назива се и категоризација или класификација популације или таксономија и типологија).
2. Проблем сврставања објеката у категорије (када постоје категорије, како сврстати објекте у те категорије - назива се и класификација или класификација објеката или дијагностицирање).

### Класификација популације
Правила или принципи или критеријуми класификације популације:
1. Основни принцип – у исту категорију се сврставају објекти који су по нечему једнаки или слични тј. сви објекти који имају заједничку вредност неке варијабле. Истовремено, различити објекти се разврставају у различите категорије. Објекти се по сличностима здружују, а по разликама деле. Класификација тј. категоризација служи да одредимо да ли су објекти исти или различити по некој варијабли.
2. Додатни принципи класификације популације су дати у облику препорука како треба делити популацију на категорије. Могу бити формални и садржински. Садржински подразумева да класификација треба да одражава структуру и садржину појаве која се испитује.

Формални принципи су:
1. Принцип искључивости (категорије морају бити међусобно искључиве, не смеју да се преклапају – један објекат припада само једној или ниједној категорији)
2. Принцип исцрпности (категорије исцрпљују популацију и сваки објекат мора припадати најмање једној категорији, а може бити категорисан и у више категорија. Комбинацијом принципа исцрпности и искључивости добија се захтев да сваки објекат припада само једној категорији. Али ова захтева могу бити и независни.)
3. Принцип јединствености или доследности (све категорије се дефинишу с обзиром на један критеријум класификaције – тада је класификација једнодимензионална)

Код вишедимензионалних класификација тј. категоризација с обзиром на више критеријума постоји два принципа класификације:
1. Принцип укрштања којим се добијају укрштене класификације (жене пушачи, жене непушачи, мушкарци пушачи, мушкарци непушачи)
2. Принцип хијерархије којим се добијају хијерерхијске класификације код којих постоје категорије вишег реда (врсте) и нижег реда (родови). Ове категорије се не укрштају већ се неколико категорија нижег реда комбинује само са једном категоријом вишег реда.

### Класификација објеката
Овде је решен проблем формирања категорија. У категоризацији објеката треба разликовати типичне (централне) случајеве код којих је лако одредити којој категорији припадају и прелазне (граничне) случајеве за које је тешко утврдити категорију. Проблем граничних случајева се може решити на више начина, али ни један није идеалан.
Први, могуће је поставити прецизан критеријум и њега се држати доследно (мана је што је могуће укључити нетипичне случајеве, а изоставити типичне). Друго, могуће је увсети нову категорију за нетипичне случајеве, али се тиме угрожавају формални принципи класификације популације, а могуће је да се јаве и нови прелазни случајеви који не одговарају ни тој новој категорији. Треће, могуће је из истраживања избацити нетипичне случајеве и задржати само типичне, али се тиме губи исцрпност класификације и подаци о прелазним случајевима.

## Нумерички подаци
Нумерички подаци (мере) су вредности нумеричких варијабли. Код њих се објектима приписују бројеви. Свака мера мора припадати одређеном опсегу вредности. Врсте нумеричких података. Постоји домен бројева као апстрактних појмова и домен објеката који имају извесне особине присутне у одређнемо степену и изражене бројевима. Поступком мерења се повезују ова два домена. Објектима се приписују бројеви и тиме се врши мерење одговарајуће нумеричке варијабле. Класификација нумеричких података заснована на томе у којој су мери одређени математички поступци примерени одговарајућим подацима је класификација на номиналне, ординалне, интервалне, рацио и апсолутне податке тј. мере. 
Истим именима се називају скале којима се они мере или варијабле за које се прикупљају ови подаци.
Систем класификације коју је развио Стивенс 1946. године често користи у многим научним дисциплинама и садржи четири нивоа мерења:
- номинални,
- редни,
- интервални и
- рацио

Апсолутни подаци не спадају у Стивенсов систем класификације.

### Номинални подаци
Код њих бројеви служе искључиво као имена за категорије. Номинални подаци су заправо категорички подаци, али изражени бројевима. Математички поступци који су примерени овим подацима су само једнакост и неједнакост. Не може се утврдити да ли је вредност неког објекта већа од вредности неког другог објекта када су у питању номинални подаци и потпуно је све једно који број се приписује за неки податак. Номинални подаци су подаци о учесталости или броју који се састоје од броја учесника који спадају у категорије. (нпр. 7 људи је положило возачки испит први пут, а 6 људи није).
Подаци на номиналном нивоу мерења се називају номиналним или категоричким. Категорички подаци бележе квалитет или карактеристику неке особе, као што су:
- боја очију,
- припадност полу, нацији или политичкој партији,
- мишљење о неком питању итд.

Сваки број који се добија на овом нивоу мерења, нема прави нумерички смисао, јер се иста врста предмета означава истим бројем. То значи да се уместо имена предмета, карактеристика, група додељује неки број, као на пример:
- бројеви аутомобила,
- бројеви спортиста и др.

Категорички подаци сврставају индивидуе у групе и ови подаци се уобичајено презентују као број и/или проценат броја или особа које спадају у одређене групе.

### Ординални подаци
Ординални подаци (рангови) – код оваквих података бројеви омогућавају рангирање, уређивање објеката по степену изражености неке особине. Дакле може се утврдити да су објекти по вредностима на ординалним варијаблама исти или различити, али и да ли је вредност неког објекта већа или мања од неког другог. Објекти се, на основу ординалних података, могу поређати у ранг листу. Постоје две мане ординалних података - проблем поређења интервала (неодређеност размака) и проблем поређења мера (неодређеност умножака). Проблем поређења интервала подразумева се код ординалних података не зна величина интервала између суседних рангова, тј. не зна се да ли је размак између првог и другог у низу већи, исти или мањи од размака између другог и трећег у низу. Проблем поређења мера подразумева да се не зна за колико је, у којем степену је једна мера већа од друге, тј. не можемо да тврдимо да је вредност другог у низу два пута мања од првог објекта у низу. Подаци на ординалном нивоу су подаци који су представљени по рангу (нпр. места на такмичењу лепоте или оцене за атрактивност).

### Интервални подаци
Интервални подаци су на вишем математичком нивоу него ординални и номинални јер код њих постоји једнакост и разлика, зна се која је вредност већа или мања од које, а могуће је и поређење интервала. Међутим код интервалних података постоји проблем поређења мера тј. неодређеност умножака – није могуће смислено тврдити колико је једна варијабла већа или мања од друге. Мана интервалних података је то што немају природну нулу, већ арбитратно одређену нулу. Уколико је постављена 0 на овим скалама, она је арбитрарна. Интервални подаци су мерени у фиксним јединицама са једнаким растојањем између тачака на скали. На пример, температура мерена у Целзијусима.
Карактеристика интервалне скале је да одређује шта је веће или мање, а разлике између појединих јединица скале су једнаке на сваком делу скале и у сагласности са мереном особином. Пример интервалних скала су резултати на психолошким тестовима, иако неки теоретичари сматрају да је примереније податке добијене психолошким тестирањем третирати као редовне.

### Рацио подаци
Рацио подаци имају могућност поређења мера и имају природну нулу која означава одсуство мерене варијабле. Међутим рацио подаци имају, као и интервални, арбитрарно одређену мерну јединицу и мере свих објеката се одређују као неки умножак мерне јединице. Постоје еквивалентне мерне скале тј. начин да се исте величине изразе различитим мерним јединицама. Рацио мере су углавном мере у у природним наукама.
Рацио скала има све особине интервалне скале и још има апсолутну нулу. То значи да су бројчани односи исти с односима у мереној појави. Мерења у физици су на рацио скали, као што су дужине, тежине, отпор и др.
Осим свих горе наведених статистика може се користити још и:
- геометријска средина и
- коефицијент варијабилности варијабле[3]

### Разлика између интервалних и рацио података
Разлика између интервалне и рацио скале произилази из њихове способности да падну испод нуле. Интервалне скале не садрже природну нулу и могу представљати вредности испод нуле. На пример, може се мерити температуру испод 0 °C, као што је -10 степени. Рацио подаци, с друге стране, никада не падају испод нуле. Висина и тежина мере се од 0 и више, али никада не падају испод.
Интервална скала омогућава мерење свих квантитативних атрибута. Свако мерење интервалне скале може се рангирати, бројати, одузимати или сабирати, а једнаки интервали раздвајају сваки број на скали. Међутим, ова мерења не пружају никакав осећај међусобне повезаности.
Рацио скала има иста својства као и интервална скала. Може се користити за додавање, одузимање или бројање. Рацио скале се разликују по томе што имају карактер порекла, који је почетна или нулта тачка скале.
Мерење температуре је одличан пример интервалних скала. Температура у климатизованој просторији је 16 °C, док је температура ван просторије 32 степена Целзијуса. Нетачан би био исказ: „Напољу је дупло топлије него унутра“. Наводећи да је температура двоструко већа од спољашње него унутра, користи се 0 степени као референтну тачку за упоређивање две температуре. Пошто је могуће измерити температуру испод 0 степени, не може се користити као референтна тачка за поређење. Уместо тога мора се користити стварни број (као што је 16 степени). Интервалне варијабле су обично познате као скалиране варијабле. Често се изражавају као јединица, као што су степени. У статистици, средња вредност, мод и медијана такође могу да дефинишу интервалне варијабле.
Рацио скала приказује редослед и број објеката између вредности скале. Нула је опција. Ова скала омогућава истраживачу да примени статистичке технике као што су геометријска и хармонијска средина. Тамо где се не може имплицирати да је температура двоструко топлија, јер је у питању интервална скала, може се рећи да је неко дупло старији од некога, јер је у питању рацио скала. Старост, новац и тежина су уобичајене варијабле рацио скале.

### Апсолутни подаци
Номинална, ординална, интервална и рацио скала су Стивенсове мерне скале. Апсолутни подаци не спадају у ове скале. Апсолутни подаци се добијају пребројавањем, утврђивањем збира неких елемената. У психолошким истраживањима користе се за утврђивање броја реакција одређеног типа код појединачних субјеката. Апсолутни подаци, као и рацио подаци, имају могућност квантитативног поређења и имају природну нулу, али за разлику од рацио података имају и природне мерне јединице, а то је један пребројани елемент, па немају еквивалентну мерну јединицу.
Све наведене скале се даље могу груписати у дискретне и континуалне мере тј. податке.
Дискретне (дигиталне) мере могу узети само одређене вредности (целе бројеве) и не могу имати међувредности. У ове мере се сврставају ординалне и апсолутне мере. Континуалне (аналогне) мере се могу мењати на непрекидан начин, без скокова. То не значи да за сваке две различите мере могу постојати међувредности у начелу. У ове мере се убрајају интервалне и рацио мере.